# Hubert Faure
Pour les articles homonymes, voir Faure.
Hubert Émile Faure, né le 28 mai 1914 à Saint-Astier (Dordogne) et mort le 17 avril 2021 à  Paris 16e, est un militaire français membre des commandos Kieffer, qui a combattu lors la Seconde Guerre mondiale.
Il participe à la bataille de France au cours de laquelle il est engagé à la bataille de Montcornet puis brièvement fait prisonnier en juin 1940. En novembre 1942, ayant eu vent du débarquement allié en Afrique du Nord, il quitte la France pour rejoindre les Forces françaises libres. Il est arrêté en Espagne franquiste et emprisonné plusieurs mois à Bilbao d'où il s'évade avant d'être à nouveau arrêté au Portugal. Là, un représentant de la France libre lui permet de s'envoler pour Londres où il parvient au milieu de l'année 1943.
En Angleterre, il rejoint les rangs des commandos du lieutenant de vaisseau Philippe Kieffer. Le 6 juin 1944, avec son unité, il débarque à Colleville-sur-Orne dans le secteur de Sword Beach. Il s'illustre lors de la bataille de Normandie mais est grièvement blessé le 7 juillet et rapatrié en Angleterre. De retour sur le front en août, il est à nouveau blessé peu de temps après et doit mettre un terme à sa carrière militaire avec le grade d'enseigne de vaisseau.
Il revient à la vie civile, reprend ses études et devient ingénieur des travaux publics. Il était l'un des deux derniers membres du commando Kieffer avec Léon Gautier (qui meurt à son tour le 3 juillet 2023).

## Biographie

### Enfance et engagement militaire
Hubert Émile Faure est né le 28 mai 1914 à Saint-Astier. Il étudie au lycée jésuite Saint-Joseph de Sarlat-la-Canéda tandis que son père, huissier et ancien poilu, meurt en 1933 des suites des blessures aux gaz subies lors de la bataille de Verdun. L’année suivante, il s’engage comme sous-officier au 22e régiment de dragons à Pontoise, avant de servir comme instructeur à Paris. Il étudie les ouvrages dédiés à la Cavalerie rédigés par Charles de Gaulle avec d’autant plus de curiosité qu’il sert dans un régiment de chars de combat lorsque la Seconde Guerre mondiale éclate en 1939. Hubert Faure est alors engagé avec son unité en réserve, derrière la ligne Maginot, avant de participer à la bataille de Montcornet (Aisne) le 17 mai 1940, qui voit l’engagement de la 4e division cuirassée commandée par le colonel de Gaulle.

### Les Forces Françaises Libres et le Commando Kieffer
Fait prisonnier en juin 1940, il parvient cependant à s’échapper et à rejoindre les forces françaises lorsque l’Armistice est signé. Lorsque les Alliés déclenchent l’opération Torch en Afrique du Nord le 8 novembre 1942, Hubert Faure décide de rejoindre les Forces Françaises Libres en Angleterre : c’est le début d’un long périple qui, à l’instar de son futur camarade Maurice Chauvet, le mène vers l’Espagne pour y être fait prisonnier. Arrêté par les franquistes, ceux-ci l'internent dans un camp près de Bilbao. Malgré tout, il parvient à s'échapper en mai 1943 avec un camarade rapidement repris. Seul, il traverse l'Espagne et rallie le Portugal où il est à nouveau arrêté et emprisonné. Pris en charge par un représentant de la France Libre, il est rapidement relâché puis parvient à s’envoler vers l’Angleterre.
En juin 1943, un an avant le débarquement, il se porte volontaire pour rejoindre les commandos français encadrés par le lieutenant de vaisseau Philippe Kieffer. Fort d’une excellente condition physique, d’un moral d’acier et de son expérience militaire, il est immédiatement remarqué par l’encadrement du stage commando à Achnacarry en Écosse. Avec le grade de Warrant Officer et son béret vert sur la tête, il est promu Maître-principal de la Marine nationale (équivalent d’adjudant-chef dans l’armée de Terre française) et commande une section au sein de la Troop 1.

### Le Débarquement - La Bataille de Normandie - Les Pays-Bas
Pendant la préparation du débarquement, les Français découvrent les cartes muettes et les maquettes des plages à prendre d’assaut. Avec ses hommes, Hubert Faure reconnaît rapidement la Normandie : « Nous, nous l’avons su immédiatement. Sur la table à manger, il y avait tout un tas de photos aériennes des plages normandes et des cartes. Mais il nous était interdit d’en parler à qui que ce soit ». Il se souvient des paroles du commandant Kieffer avant d’embarquer pour traverser la Manche : « Le commandant nous a dit qu’il y aurait beaucoup de pertes. Ceux qui ne voulaient pas y aller pouvaient partir, il ne leur en voudrait pas. Mais personne ne s’est dégonflé. À cet âge-là, nous n’avons pas peur de mourir. C’était une fierté pour nous de participer à la libération de notre pays ».
Le 6 juin 1944, il débarque avec ses hommes devant la commune de Colleville-sur-Orne (aujourd’hui Colleville-Montgomery) sous des tirs nourris, étant même soufflé par l’explosion d’obus allemands qui lui décollent la plèvre et lui font cracher du sang. Il reçoit même la communion de l’abbé René de Naurois, l’aumônier catholique du commando, juste après le débarquement. Moins de deux heures après le début de l’assaut, il devient le seul cadre de la Troop 1 encore valide, les autres ayant été blessés au feu : à compter de 8h15, la Troop 1 se dirige vers le complexe défensif du Casino, un redoutable ensemble de bunkers et de positions d’artillerie que les Français doivent prendre d’assaut. Mais Faure et ses hommes sont ralentis dans leur progression par les obstacles installés par les Allemands. Malgré les quatre tirs de PIAT, la défense allemande tient bon. Pendant que Kieffer part dérouter un blindé britannique pour appuyer les commandos français, c’est Hubert Faure qui commande les forces en présence et dirige les tirs de destruction. Une fois le Casino neutralisé, il se dirige successivement vers Bénouville, le pont Pegasus et enfin Amfreville, où les commandos tiennent bon face à des multiples incursions allemandes pendant de longues semaines.
Le 7 juillet 1944, il est touché par un éclat d’obus, sa blessure s’infecte et il est rapatrié vers l’Angleterre, comme bon nombre de ses frères d’armes. Hubert Faure est toutefois réengagé à compter du 15 août en Normandie, il est alors Enseigne de vaisseau.
À la veille du débarquement de Flessingue, il est sérieusement blessé à la colonne vertébrale lors d'un accident avec sa Jeep, celle-ci ayant percuté un char. Il effectue une rapide convalescence à Rouen puis chez lui en Dordogne, et retrouve son unité au front, dans les Pays-Bas, à l’occasion de l’assaut de l’île de Schouwen. Mais son état ne s’améliore pas et il doit mettre un terme à sa carrière militaire à la fin de la guerre en Europe.

### Retour à la vie civile
Hubert Faure quitte l'armée après la capitulation allemande. Il ne fait donc pas partie des officiers qui forment les commandos post-1er BFMC comme le souhaitait l'Amiral d'Argenlieu.
Après la guerre, il reprend ses études, et devient ingénieur des travaux publics, en Afrique notamment.
Le capitaine de corvette Philippe Kieffer fut son témoin de mariage en 1945.
Le 14 juillet 2008, Hubert Faure est élevé au grade de Commandeur de la Légion d’Honneur, et la cravate lui est remise par l’amiral Philippe de Gaulle : « Je voulais que l’insigne me soit remis par quelqu’un de la France libre. L’amiral, c’est une merveille de gentillesse. Il est mon voisin, et mon ami en même temps depuis trente années. », confiait alors l’heureux récipiendaire. Il a depuis été élevé à la dignité de Grand officier de la Légion d’honneur, puis de Grand-croix de la Légion d’honneur.

### Fin de vie
Hubert Faure meurt à son domicile à Paris 16e, le 17 avril 2021 à l'âge de 106 ans. Hubert Faure a longtemps vécu entre la capitale et sa maison de campagne de Bayas, près de Guîtres, dans le Libournais, où il passait plusieurs mois à la belle saison avec son épouse Malise. Ses obsèques se déroulent le 24 avril lors d’une cérémonie religieuse à l'église de Bayas (Gironde). Il est ensuite inhumé au cimetière de Bonzac.

## Distinctions
| Grand-Croix de la Légion d'Honneur            | Croix de guerre 1939-1945                                            | Médaille de la Résistance                                               |
| Médaille des évadés                           | Croix du combattant volontaire                                       | Croix du combattant volontaire de la Résistance                         |
| Croix du combattant                           | Médaille commémorative des services volontaires dans la France libre | Médaille de la déportation et de l'internement pour faits de Résistance |
| Médaille commémorative de la guerre 1939-1945 |                                                                      |                                                                         |

### Intitulés des décorations françaises
- Grand-croix de la Légion d'honneur en 2020[4]
- Croix de guerre 1939–1945, palme de bronze
- Médaille de la Résistance française, décret du 31/03/1947
- Médaille des évadés
- Croix du combattant volontaire de la guerre de 1939–1945
- Croix du combattant volontaire de la Résistance
- Croix du combattant
- Médaille commémorative des services volontaires dans la France libre
- Médaille de la déportation pour faits de Résistance
- Médaille commémorative française de la guerre 1939–1945

### Documentaire
- Les Français du jour J (2014) de Cédric Condon. Première diffusion du documentaire en France, sur France 3 le 26 mai 2014.